# Gory Kartografov
Gory Kartografov (englische Transkription von russisch Го́ры Картографов Gory Kartografow, deutsch ‚Kartografenberge‘) sind eine Gruppe von Nunatakkern im ostantarktischen Enderbyland. Sie liegen unmittelbar nördlich des Trubjattschinski-Nunatak bzw. unmittelbar westlich des Krasnaja-Nunatak in den Nye Mountains.
Russische Polarforscher benannten sie nach ihren Kartografen.